# Phytobia betulae
Phytobia betulae este o specie de muște din genul Phytobia, familia Agromyzidae. A fost descrisă pentru prima dată de Kangas în anul 1935.
Este endemică în Finlanda. Conform Catalogue of Life specia Phytobia betulae nu are subspecii cunoscute.